# Lythrypnus dalli
Gobio Catalina Azul (Lythrypnus dalli) es una especie de peces de la familia de los Gobiidae en el orden de los Perciformes.

## Morfología
Los machos pueden llegar a alcanzar los 6,4 cm de longitud total.

## Distribución geográfica
Se encuentra desde Morro Bay (California, Estados Unidos) hasta la Isla Guadalupe (Península de Baja California, México)

## Observaciones
Es inofensivo para los humanos.